# Twin Mirror
Twin Mirror est un jeu vidéo d'aventure narrative, édité et développé par Dontnod Entertainment et coproduit par Shibuya Productions.
Prévu pour 2019, il est finalement repoussé sur Microsoft Windows (pour une exclusivité d'un an sur l'Epic Games Store), Xbox One et PlayStation 4 pour le 1er décembre 2020.

## Trame
Le joueur incarne Samuel « Sam » Higgs, un ancien journaliste d'investigation à la personnalité tourmentée. Il y a deux ans, il a quitté la ville minière de Basswood, où il est né, située en Virginie-Occidentale, à la suite de son article qui a eu pour conséquence de fermer la mine, principal employeur de la bourgade. De plus, sa rupture avec Anna Miller n'a pas arrangé les choses psychologiquement parlant. Depuis, Sam  s'est juré de ne plus revenir à Basswood. Pourtant, il décide de revenir dans cette ville où il n'est pas le bienvenu afin de rendre un dernier hommage à Nicholas « Nick » Waldron, son seul ami et ancien collègue du Basswood Jungle, le journal local, mystérieusement décédé lors d'un accident de voiture. Les facultés de déduction de Sam permettront au joueur de revivre ses souvenirs, de retracer la vérité, mais aussi d'analyser des scènes énigmatiques afin de percer au grand jour les secrets enfouis de Basswood.